# Sexy Bitch
Sexy Bitch (zensiert Sexy Chick) ist ein Lied des französischen DJs David Guetta, das er mit dem US-amerikanischen Sänger Akon aufgenommen hat. Der Song wurde als zweite Singleauskopplung aus dem Album One Love am 24. Juli 2009 veröffentlicht. Produziert wurde das Lied von David Guetta, Sandy Vee und Jean-Claude Sindres.

## Hintergrund
Nach einem Konzert in England, wo Guetta den Hit „When Love Takes Over“ spielte, traf er Akon, der an einer Aufnahme mit Guetta interessiert war. Obwohl Akon am nächsten Tag um 6 Uhr morgens abreisen musste, überzeugte Guetta ihn, den Song aufzunehmen. Daraufhin nahmen sie das Lied im naheliegenden Studio auf.

## Musikvideo
Das Musikvideo vom Lied wurde im Juli 2009 gedreht und Anfang August 2009 veröffentlicht.

## Kommerzieller Erfolg

### Chartplatzierungen
Sexy Bitch debütierte in den britischen Charts auf Platz 1. In den Vereinigten Staaten debütierte das Lied auf Platz 5 der Billboard Hot 100.
| ChartsChartplatzierungen       | Höchstplatzierung | Wochen |
| ------------------------------ | ----------------- | ------ |
| Deutschland (GfK)              | 1 (60 Wo.)        | 60     |
| Frankreich (SNEP)              | 2 (65 Wo.)        | 65     |
| Österreich (Ö3)                | 1 (55 Wo.)        | 55     |
| Schweiz (IFPI)                 | 2 (77 Wo.)        | 77     |
| Vereinigte Staaten (Billboard) | 5 (40 Wo.)        | 40     |
| Vereinigtes Königreich (OCC)   | 1 (40 Wo.)        | 40     |

| ChartsJahrescharts (2009)    | Platzierung |
| ---------------------------- | ----------- |
| Deutschland (GfK)            | 14          |
| Frankreich (SNEP)            | 16          |
| Österreich (Ö3)              | 4           |
| Schweiz (IFPI)               | 15          |
| Vereinigtes Königreich (OCC) | 12          |

| ChartsJahrescharts (2010)      | Platzierung |
| ------------------------------ | ----------- |
| Deutschland (GfK)              | 79          |
| Österreich (Ö3)                | 58          |
| Schweiz (IFPI)                 | 26          |
| Vereinigte Staaten (Billboard) | 26          |

| ChartsJahrescharts (2000–2009) | Platzierung |
| ------------------------------ | ----------- |
| Österreich (Ö3)                | 8           |

### Auszeichnungen für Musikverkäufe
| Land/Region                  | Auszeichnungen für Musikverkäufe (Land/Region, Auszeichnung, Verkäufe) | Verkäufe  |
| ---------------------------- | ---------------------------------------------------------------------- | --------- |
| Australien (ARIA)            | 5× Platin                                                              | 350.000   |
| Belgien (BRMA)               | Platin                                                                 | 30.000    |
| Dänemark (IFPI)              | 2× Platin                                                              | 180.000   |
| Deutschland (BVMI)           | Platin                                                                 | 300.000   |
| Finnland (IFPI)              | Gold                                                                   | 6.735     |
| Frankreich (SNEP)            | Diamant                                                                | 400.000   |
| Italien (FIMI)               | 2× Platin                                                              | 200.000   |
| Kanada (MC)                  | Gold                                                                   | 20.000    |
| Neuseeland (RMNZ)            | 2× Platin                                                              | 30.000    |
| Österreich (IFPI)            | Platin                                                                 | 30.000    |
| Schweden (IFPI)              | Platin                                                                 | 40.000    |
| Schweiz (IFPI)               | 4× Platin                                                              | 120.000   |
| Spanien (Promusicae)         | Platin                                                                 | 40.000    |
| Südkorea (KMCA)              | —                                                                      | 267.225   |
| Vereinigte Staaten (RIAA)    | 3× Platin                                                              | 3.507.000 |
| Vereinigtes Königreich (BPI) | 3× Platin                                                              | 1.800.000 |
| Insgesamt                    | 2× Gold · 26× Platin · 1× Diamant ·                                    | 7.320.960 |

Hauptartikel: David Guetta/Auszeichnungen für Musikverkäufe